# Rio Acomé
Rio Acomé é um rio centro-americano da Guatemala.